# EF-2001
EF-2001は、乳酸菌であるエンテロコッカス・フェカリス・EF-2001株 (Enterococcus faecalis EF-2001) の名称である。
日本ベルム株式会社（東京都中央区）により、保存性を高める処理をした乳酸球菌体「BRM含有乳酸球菌EF-2001（特許・第3151442号）」が開発されている。
2001年8月オランダで開催された国際微生物学会での論文発表によると「各種乳酸菌の免疫活性能比較」で最も免疫活性能が高い乳酸菌であると発表された。この免疫力を高める有効成分は「細胞壁（殻）」にあるため、加熱安定化することによって他の乳酸菌素材にはなかった特性が生まれる。
2021年、EF-2001の全ゲノムの解析が完了。

## 加熱加工することによって生まれる特性
1. 純菌体回収のため少量で多くの菌数を摂取できる。
2. 生きた菌ではないので耐熱特性が強い。
3. 新たに乳酸が生成されないので品質が安定している。
4. 酸味がまったく無いので味に影響を与えない。

## 関連書籍
- 『免疫乳酸菌で防ぐガン・生活習慣病』
  - 著者：湘南予防医科学研究所所長・東京水産大学教授・斎寿会回生病院顧問・矢澤一良
  - 出版社：現代書林
  - 書籍情報：ISBN 4-7745-0379-7
  - 発行日：2001年8月

- 『白血球と健康』
  - 著者：帝京大学薬学部教授・薬学博士・山崎正利

- 『乳酸産生菌と健康 I』
  - 著者：東京大学名誉教授・農学博士・光岡知足
  - 著者：帝京大学薬学部教授・薬学博士・山崎正利